# حسين أباد ده عسغر (أسفيتش)
حسین أباد ده عسغر (بالفارسية: حسین‌آباد ده عسکر) هي قرية تقع في إيران في قسم أسفیتش الريفي. يقدر عدد سكانها بـ 169 نسمة .